# Acalypha carthagenesis
Acalypha carthagenesis é uma espécie de flor do gênero Acalypha, pertencente à família Euphorbiaceae.